# 大島又彦
大島 又彦（おおしま またひこ、明治5年9月20日（1872年10月22日）- 1953年（昭和28年）2月24日）は、日本の陸軍軍人。最終階級は陸軍中将。第3代大日本体育協会会長。

## 経歴
佐賀藩士の千々岩要之助の次男として佐賀で生まれ、陸軍中佐・大島邦秀の未亡人サダの養子となる。。1892年（明治25年）7月、陸軍士官学校（3期）を卒業し、1893年（明治26年）3月、騎兵少尉に任官。
1911年（明治44年）11月、騎兵第4連隊長に就任し、1912年（大正元年）9月、騎兵大佐に昇進。1913年（大正2年）8月、騎兵第26連隊長に転じた。
1918年（大正7年）7月、陸軍少将に進級し陸軍騎兵学校長となる。1921年（大正10年）7月、騎兵監に就任し、1922年（大正11年）8月、陸軍中将に進んだ。1924年（大正13年）8月、第14師団長に親補された1926年（大正15年）3月に待命、そして予備役編入となった。
1932年（昭和7年）のロサンゼルスオリンピックでは、馬術競技団長として参加し、西竹一が障害飛越競技個人で金メダルを獲得した。1936年（昭和11年）、大日本体育協会会長、日本オリンピック委員会会長となり、翌年まで在任した。
1947年（昭和22年）11月28日、公職追放仮指定を受けた。

## 栄典
位階
- 1893年（明治26年）5月10日 - 正八位[5]
- 1922年（大正11年）9月11日 - 従四位[6]
- 1924年（大正13年）12月1日 - 正四位[7]

勲章等
- 1895年（明治28年）11月18日 - 明治二十七八年従軍記章[8]
- 1906年（明治39年）4月1日 - 功四級金鵄勲章・勲四等旭日小綬章・明治三十七八年従軍記章[9]
- 1940年（昭和15年）8月15日 - 紀元二千六百年祝典記念章[10]